# Johann Christian Ott
Johann Christian Ott (* 11. November 1818 in Worb; † 28. Dezember 1878 in Bern) war ein Schweizer Kaufmann, Beamter und Dichter; sein Pseudonym war Hans der Bernermiliz.

## Leben

### Familie
Johann Christian Ott war der fünfte Sohn von Christian Gottlieb Ott (* 4. September 1768 in Untertürkheim bei Stuttgart), der die Maschinenfabrik Gebrüder Ott AG in Worb 1806 gegründet hatte, und dessen Ehefrau Barbara (geb. Mühlimann), ehemalige Köchin bei Johann Rudolf von Stürler auf Schloss Jegenstorf.
Er war seit 1842 mit der Kaufmannstochter Jeanne Marie Vérène Joséphine (geb. Kohler) aus der Spitalgasse in Bern verheiratet; gemeinsam hatten sie mehrere Söhne.
Sein Neffe war der spätere Bauunternehmer Gottlieb Ott.

### Werdegang
Nach dem Besuch einer Privatschule in Lenzburg kam Johann Christian Ott auf die Realschule in Bern und hielt sich danach zu einem Welschlandjahr in Grandson auf.
Er absolvierte von 1836 bis 1839 eine kaufmännische Lehre in Bern und war darauf bis 1851 erfolglos als Gastwirt und Weinhändler tätig.
Er erhielt in den 1840er Jahren eine militärische Ausbildung und besuchte 1840 die Offiziersschule. In der Folgeausbildung wurde er am 7. Juli 1843 durch seinen damaligen Vorgesetzten zu einem Säbelduell herausgefordert, bei dem er schwer verletzt wurde.
Während des Sonderbundskriegs war er Kompaniechef der ersten Kompanie des Simmentaler Bataillons; am Tag seiner Entlassung erfolgte seine Beförderung zum Hauptmann.
1848 ging er als Freiwilliger zur italienischen Befreiungsarmee in den Ersten Italienischen Unabhängigkeitskrieg und wurde Kompaniechef der ersten Schweizer Kompanie der Freischarendivision unter dem Befehl von General Giacomo Durando; während der Kampfhandlungen erfolgte seine Beförderung zum Major, die später jedoch nicht anerkannt wurde. Im Oktober 1848 gehörte er der lombardischen Division an, die unter dem Befehl von General Girolamo Ramorino stand. Kurzzeitig wurde er noch in das Corpo Sacro, die neu gegründete Leibgarde von König Viktor Emanuel II., versetzt.
Nachdem es dem österreichischen Feldmarschall Josef Wenzel Radetzky gelungen war, die Aufstände in Oberitalien niederzuschlagen und die Herrschaft der Habsburger wiederherzustellen, wurde das Corpo Sacro aufgelöst, und Johann Christian Ott kehrte, nachdem er der Hinrichtung von General Girolamo Ramorino noch beigewohnt hatte, im Mai 1849 in die Schweiz zurück.
Im Vorsommer 1849 unternahm er eine Fahrt nach Heidelberg, weil er in Bern deutsche Freiheitskämpfer kannte, die einen Aufstand im Grossherzogtum Baden vorbereiteten, und ihnen zuliebe diese Reise unternahm. Er bemerkte während seines Aufenthaltes im Badischen, dass das Volk nicht auf der Seite der Revolutionäre stand, und so gelang es ihm, seinen Freund Johann Philipp Becker zu warnen und in die Schweiz zu retten.
Nach einem letzten Versuch, eine Wirtschaft zu betreiben, häuften sich erneut seine Schulden, sodass er von Oktober 1851 bis März 1852 eine provisorische Sekretärstelle bei der Schifffahrtskommission des Linthwerks annahm. Nachdem die Eidgenossenschaft ihr erstes Telegrafennetz aufgebaut hatte, wurden dreissig Obertelegrafisten gesucht. Johann Christian Ott meldete sich daraufhin und bestand die Prüfung aufgrund seiner Sprachkenntnisse und der guten Allgemeinbildung als Bester. Bundesrat Wilhelm Matthias Naeff veranlasste Johann Christian Ott daraufhin, in seine Dienste zu treten, und so trat er am 12. April 1852 sein Amt als zweiter Sekretär und Postrevisor des Kursbüros an.
Trotz seiner Tätigkeit als Postrevisor verfolgte er die Entwicklung in Italien weiterhin. Im Juni 1859 lud ihn der Bundespräsident und Minister des Auswärtigen Jakob Stämpfli zu einem Gespräch ein, in dem dieser Johann Christian Ott bat, eine Reise nach Italien zu unternehmen, um die Stimmung in der Bevölkerung im Veltlin und in Tirol in Erfahrung zu bringen. Für seinen Auftrag, den er Anfang Juli 1849 antrat, erhielt er einen Pass, ein Spezialbegleitschreiben und Reisemittel.
Bereits bei seiner Anreise mit dem Zug nach Zürich stiegen österreichische Soldaten und Offiziere, die in der Schweiz interniert worden waren und nun in ihre Heimat abgeschoben werden sollten, in den Zug. Aus den Gesprächen dieser Reisegruppe, die er abends in Zürich in das Festzelt des eidgenössischen Freischiessens begleitete, erfuhr er bereits viel Wissenswertes.
Während seiner Weiterreise wurde er in Landeck in Tirol von den Österreichern verhaftet und vor Gericht gestellt, weil er 1849 in italienischen Diensten gestanden hatte. Es gelang ihm, den Richter zu überzeugen, dass er unschuldig sei, und er wurde daraufhin entlassen, erhielt jedoch das Verbot, Aufzeichnungen zu erstellen und weiter nach Österreich zu fahren. Weil er befürchtete, Opfer der Lynchjustiz zu werden – in diesen Tagen hatte die Schlacht von Solferino stattgefunden –, nahm er eine Postkutsche nach Feldkirch, in der sich eine Gruppe von Jesuitenpatern befand, die ihn schützend aufnahmen. An der Schweizer Grenze machte er die Bekanntschaft eines weiteren Schweizers, den er Rubens nannte und mit dem er die Reise über den Bernina ins Puschlav fortsetzte. Von dort aus sandte er einen ersten Artikel an die Tageszeitung Der Bund und telegrafierte an seinen Auftraggeber, der ihm kurz darauf die Meldung mit Details vom Frieden von Villafranca zukommen liess; dies verschaffte ihm einen Informationsvorsprung.
Gemeinsam mit seinem Reisebegleiter reiste er nach Bormio weiter. Dort wurden die beiden durch Soldaten von Giuseppe Garibaldi festgenommen; weil man ihm nicht glaubte, dass er im offiziellen Auftrag reiste, und er in der Vergangenheit eine Freischarenkompanie geführt hatte, verlangten sowohl die Bevölkerung als auch die Soldaten seine sofortige Hinrichtung. Erst durch das Vorzeigen eines Briefes an den Bürgermeister des Ortes, den er von einem angesehenen Veltliner erhalten hatte, erschien der Bürgermeister und konnte ihn befreien; hierauf mussten die beiden Reisenden allerdings Bormio sofort verlassen und in die Schweiz zurückreisen.
Nach seiner Ankunft in Bern beschloss der Dichterklub Hopfenkränzchen, den er mitgegründet hatte, Giuseppe Garibaldi einen Stutzen als Geschenk zu übersenden, das Johann Christian Ott überbringen sollte. Er erhielt eine Anzahl Empfehlungsschreiben nach Turin, Mailand, Genua sowie Sizilien, und Der Bund und die Berliner Nationalzeitung ersuchten ihn um Berichterstattungen.
Am 3. Juli 1860 traf er in Mailand ein und reiste über Turin nach Genua, von wo er die Reise mit dem Schiff fortsetzte. Nach seiner Ankunft auf Sizilien wurde er umgehend zu Giuseppe Garibaldi gebracht, der ihn zu einem Frühstück empfing. Nachdem er Sizilien mehrere Tage bereist hatte, kehrte er in die Schweiz zurück; während seines Aufenthaltes hatte er mehrere Berichte für die beiden Tageszeitungen erstellt.
1863 reichte er seinen Rücktritt vom Amt als zweiter Sekretär ein, weil er sich bei der Wahl zum Adjunkten im Postdepartement, zu dem er sich beworben hatte, übergangen fühlte.
Aus finanziellen Gründen bewarb er sich erneut um eine staatliche Stelle und erhielt am 23. Mai 1864 den Posten eines Materialverwalters bei der Bernischen Staatsbahn, den er aus gesundheitlichen Gründen im Sommer 1878 wieder aufgab; bis zu seinem Tod erhielt er seine Besoldung als Ruhegehalt weiter.

### Schriftstellerisches Wirken
Johann Christian Ott gründete mit gleichgesinnten Männern, die sich der Poesie und der Politik widmeten, in Bern das Hopfenkränzchen. Zu den Mitgliedern des Dichterklubs gehörten unter anderem Karl Robert Pabst, Karl Morell und Abraham Roth. Im Herbst 1861 gründeten die gleichen Männer einen neuen Verein, den Chutzen, dessen Symbol für die Wissenschaft und die Literatur, nach einer Idee von Johann Christian Ott, eine Schleiereule war. In dem neuen Verein, in dem Politik keine Rolle mehr spielen sollte, wurde eine Reihe von Gedichtbändchen, die Berna, herausgegeben, deren Reingewinn für wohltätige Zwecke verwendet wurde. Die beiden Gedichte von Johann Christian Ott Mädeli vom Sibethal und Ds Vreneli vom Thunersee wurden später vertont.
Seine Artikel, Gedichte und Erzählungen wurden in verschiedenen Zeitungen veröffentlicht.
Er publizierte 1864 mit seiner Schrift Rosen und Dornen eine Sammlung hoch- und berndeutscher Gedichte. Der Komponist Johann Georg August Thiele vertonte unter anderem 1854 seinen Text Trau! Schau wem!! und weitere Texte.
Er war mit dem Fürsprecher und Dichter Johann Jakob Romang befreundet.

## Schriften (Auswahl)
- Trau! Schau wem!! Zur Erinnerung an die Leuenmatte. 1854 (google.de).
- Ikommestür und G’meindstell. Ein Gespräch im Bernburgerdialekt. 1855.
- Streiflichter auf den bernischen Eisenbahnwirrwar, mit besonderer Rücksicht auf die Frage Verpachtung oder Selbstbetrieb. 1859 (google.de).
- Hans, des Berner Milizen Erinnerungen aus dem lombardisch-sardinischen Feldzuge von 1848. Berlin/Bern 1860 (google.de).
- Rosen und Dornen. 1. Band. Bern 1864 (books.google.de), 2. Band. Bern 1864 (books.google.de).
- Der letzte Veteran des Kaiserreichs: Pierre Meyer. 1870.